# Holly Lake Ranch (Teksas)
Holly Lake Ranch je naseljeno mjesto za statističke potrebe u američkoj saveznoj državi Teksas. Prema popisu stanovništva iz 2010. u njemu je živjelo 2.774 stanovnika.